# رومشتدت
رومشتدت (به آلمانی: Römstedt) یک شهر در آلمان است که در Bevensen-Ebstorf واقع شده‌است. رومشتدت ۸۳۹ نفر جمعیت دارد.